# 베르나데타 수비루
성녀 베르나데타(라틴어: Sancta Bernadetta, 1844년 1월 7일 - 1879년 4월 16일) 또는 베르나데트 수비루(프랑스어: Bernadette Soubirous)는 프랑스 루르드 출신으로 가난한 제분업자의 딸이다. 1858년 2월 11일부터 6월 16일까지 18차례 성모 마리아의 발현을 목격했다고 주장했다. 1879년 35세의 젊은 나이에 선종한 후, 그녀의 시신은 조금도 부패하지 않은 채 생전의 모습을 그대로 유지하고 있다고 알려져 있다.
성모 마리아가 발현한 곳으로 전해지는 루르드는 매년 수백만 명의 그리스도인들이 방문하는 주요 성지로 자리매김하고 있다. 1925년 6월 14일 복녀품에 오른 후, 1933년 12월 8일 원죄 없이 잉태되신 마리아 대축일에 교황 비오 11세에 의해 성녀로 시성되었다. 축일은 4월 16일이다.